# Tergissima macphersoni
Tergissima macphersoni är en fjärilsart som beskrevs av Johnson 1988. Tergissima macphersoni ingår i släktet Tergissima och familjen juvelvingar. Inga underarter finns listade i Catalogue of Life.